# Ai Moritaka
Ai Moritaka (森高 愛 Moritaka Ai?) (Prefectura de Saitama, Japón; 24 de enero de 1998) es una actriz y modelo japonesa afiliada con la agencia de talento Ten Carat. Ai es conocida por su rol de Kagura Izumi la ToQ 5-Gō en la serie Super Sentai Ressha Sentai ToQger.

## Filmografía

### Serie de televisión
- Beginners! (TBS / 2012): Manatsu Shimura
- Gekiryu: Watashi o Oboete Imasu ka? (NHK / 2013): Keiko (Misumi) Inoue (adolescencia)
- Ressha Sentai ToQger (TV Asahi / 2014): Kagura Izumi/ToQ 5-Gō[1]
- Tantei No Tantei (TV Fuji/2015)

### Película
- Zyuden Sentai Kyoryuger vs. Go-Busters: The Great Dinosaur Battle! Farewell Our Eternal Friends (2014): ToQ 5-Gō (voz)
- Heisei Rider vs. Shōwa Rider: Kamen Rider Taisen feat. Super Sentai (2014): Kagura Izumi/ToQ 5-Gō
- Ressha Sentai ToQger the Movie: Galaxy Line S.O.S. (2014): Kagura Izumi/ToQ 5-Gō